# Akkai Padmashali
Akkai Padmashali est une activiste transgenre indienne et chanteuse. Pour son travail d'activisme, elle a reçu le Rajyotsava Prashasti, la deuxième plus haute distinction civile de l'État du Karnataka, et un doctorat honoris causa de l'Université virtuelle indienne pour la paix et l'éducation,,. Elle est également la première personne transgenre du Karnataka à officialiser son mariage.

## Jeunesse et carrière
Akkai Padmashali est originaire de Bangalore. Son père est dans l'armée de l'air et sa mère est femme au foyer. Enfant, Akkai Padmashali fait de son mieux pour se conformer à l'identité de genre assignée, mais joue avec des filles et porte parfois les vêtements de sa sœur, ce qui lui vaut de se faire frapper par ses parents. à 12 ans, elle fait 2 tentatives de suicide. Peu à peu, elle révèle à son frère son identité de genre. ce dernier en parle à leurs parents, qui ne comprennent pas et l'emmènent Akkai Padmashali chez des médecins, et l'envoient en thérapie de conversion pendant plusieurs mois. En allant à l'école, elle regarde les femmes trans près de Cubbon Park, Bangalore et elle veut être comme elles. Elle subit des discrimination dans la rue et à l'école et doit abandonner les études à 16 ans. Plus tard, elle est forcée de se prostituer pendant quatre ans. Cette période de sa vie lui a permis de rencontrer d'autres femmes trans, et de ne plus se sentir seule dans son expérience.
Dans une interview, Akkai Padmashali déclare : « Je n'ai pas choisi de devenir un élément antisocial ou une personne indésirable de la société. Mon combat était pour « l'acceptation et l'inclusion sociale », pour la transformation et la discrimination contre le sexe biologique qui m'accompagnait depuis ma naissance. » Akkai Padmashali, en compagnie d'autres personnes trans, se rend compte que les politiques gouvernementales ne sont pas en faveur de la communauté transgenre et qu'elle confrontée à de dures inégalités dans diverses circonstances.
Le 1er novembre 2017, lorsque l'ancien président américain Barack Obama visite l'Inde et organise une réunion publique, Akkai Padmashali est la seule femme trans à y être invitée. Avant cela, elle a déjà été invitée à la Maison Blanche en 2015, mais n'a pas pu y assister à l'époque.
Elle est la première personne transgenre du pays à obtenir un permis de conduire indiquant son genre. Akkai Padmashali est également invitée par le président de l'Inde à assister à la cérémonie d'assermentation du CJI[pas clair] de l'Inde. Ses parents acceptent maintenant son identité de genre. Elle est mariée à son partenaire de longue date, Vasu, un homme trans. Akkai Padmashali est la première personne transgenre du Karnataka à enregistrer légalement son mariage.

## Activisme
Akkai Padmashali commence sa carrière d'activiste à Sangama, une association pour les droits LGBT basée à Bangalore où elle inspire les autres membres de sa communauté. Depuis lors, elle mène une bataille pour garantir la dignité et les droits des personnes transgenres et des minorités sexuelles,. Elle estime que la loi draconienne de l'article 377 du Code pénal indien (qui criminalise l'homosexualité) devrait être abolie, car elle et des amies ont été maltraitées et violées par la police à plusieurs reprises en vertu de cette loi. Elle fonde l'organisation nommée 'Ondede', une organisation qui défend les droits des enfants, des femmes et des minorités sexuelles. Akkai Padmashali dépose une requête auprès de la Cour suprême de l'Inde contre l'article 377 déclarant que la loi coloniale viole les droits constitutionnels ainsi que le jugement NALSA de 2014,. Elle est contre le projet de loi de 2017 sur les personnes transgenres (protection des droits) proposé par le centre.